# Koloa (Hawaii)
Kōloa è un Census-designated place (CDP) della Contea di Kauai, nello stato delle Hawaii, negli Stati Uniti d'America. Essa è sita sull'isola di Kauai.